# Molgula simplex
Molgula simplex är en sjöpungsart som beskrevs av Joshua Alder och Hancock 1870. Molgula simplex ingår i släktet Molgula och familjen kulsjöpungar. Arten har ej påträffats i Sverige. Inga underarter finns listade i Catalogue of Life.